# Щавне (гміна)
Ґміна Щавне (пол. Gmina Szczawne) — колишня (1934—1939 рр.) сільська ґміна Перемишльського повіту Львівського воєводства Польської республіки (1918—1939) рр. Центром ґміни було село Щавне.

Об'єднана сільська ґміна Щавне Сяніцького повіту Львівського воєводства утворена 1 серпня 1934 р. внаслідок об'єднання дотогочасних (збережених від Австро-Угорщини) громад сіл (ґмін): Кам'яне, Карликів, Куляшне, Мокре, Морохів, Полонна, Прибишів, Репедь, Щавне, Височани і Завадка Морохівська.

У 1945-1947 роках українське населення виселено в СРСР та на понімецькі землі.